# Zach Ertz
Zachary Adam Ertz (Orange, California, 10 de noviembre de 1990), más conocido como Zach Ertz, es un jugador profesional estadounidense de fútbol americano que se desempeña en la posición de tight end en Washington Commanders, equipo de la National Football League (NFL).

## Carrera
Fue seleccionado en la segunda ronda en la Reunión Anual de Selección de Jugadores de la NFL de 2013. Hizo su debut profesional con el equipo Philadelphia Eagles, en el cual jugó nueve temporadas (2013-2021), después pasó a Arizona Cardinals (2021-2024), posteriormente a Washington Commanders.